# Gare de Laval (Vosges)
Ne doit pas être confondu avec Gare de Laval ou Gare de Laval-de-Cère.
La halte de Laval (Vosges) est une ancienne halte ferroviaire française de la ligne d'Arches à Saint-Dié. Elle est située à Laval-sur-Vologne, dans le département des Vosges, en région Grand Est.

## Situation ferroviaire
Elle est située au point kilométrique (PK) 17,009 de la ligne d'Arches à Saint-Dié, entre la gare fermée de Lépanges et celle ouverte de Bruyères (Vosges).
Elle est édifiée à 437 mètres d'altitude.

## Histoire
La halte de Laval n'existe pas jusqu'au service d'hiver 1880/1881 ; elle a été ouverte le 15 mai 1881.